# Eliot Higgins

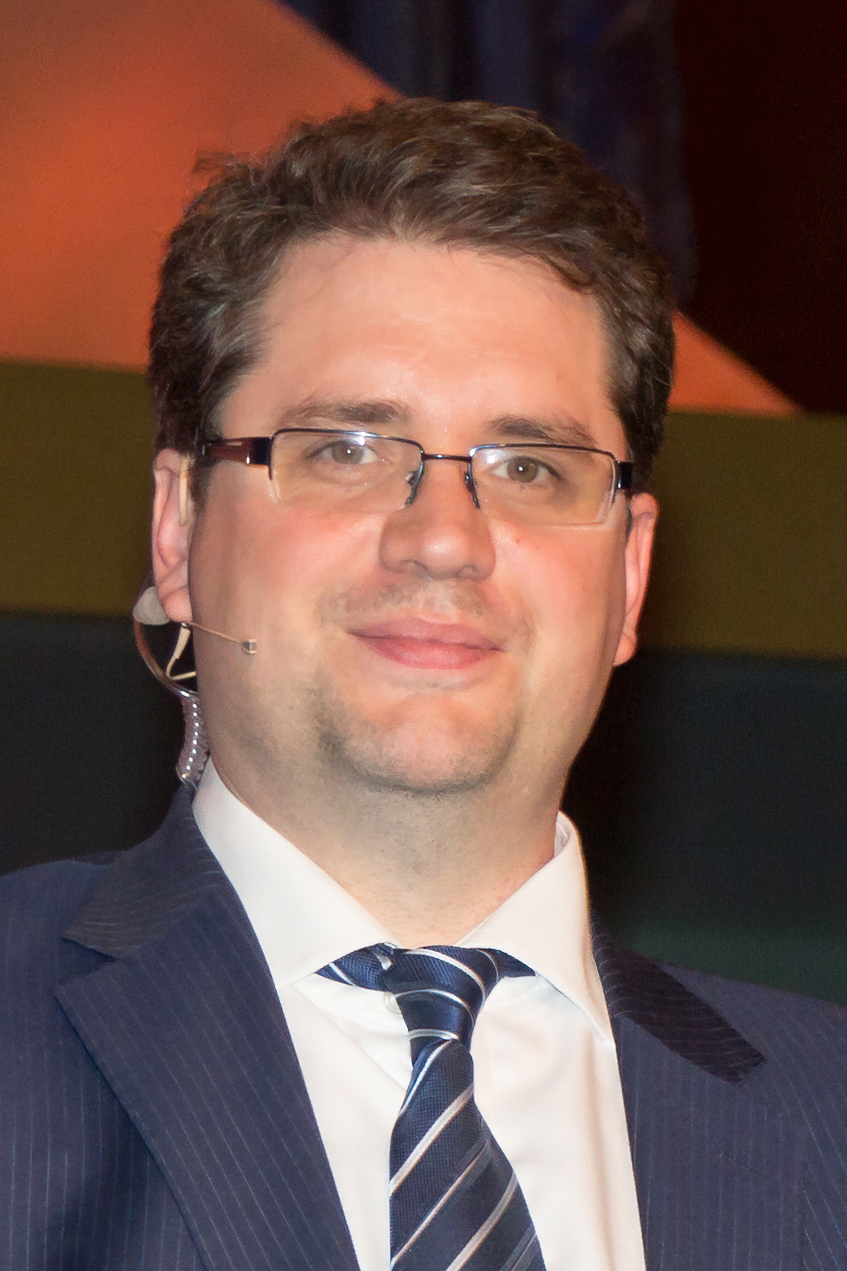
Eliot Higgins (2015)

Eliot Higgins (* 1979 in Shrewsbury) ist ein britischer Blogger und Internetjournalist. Er betreibt die investigative Internetplattform Bellingcat. Higgins deckte 2012 als Erster den Einsatz von Streubomben und Fassbomben in Syrien auf und analysierte den Absturz des Malaysia-Airlines-Fluges 17 über der Ostukraine.

## Herkunft
Higgins war nach einem abgebrochenen Medienstudium als Finanzsachbearbeiter für einen Textilhersteller, danach für ein Wohnheim für Flüchtlinge tätig.

## Brown Moses Blog
Im März 2012 begann er, im Brown Moses Blog über eingesetzte Waffensysteme im Bürgerkrieg in Syrien zu berichten. Higgins hatte nur selbst angeeignete Fachkenntnisse und verfügte über keinerlei Hintergrundwissen über die arabische Welt. Er konnte als Erster anhand von Videoclips im Internet zeigen, dass die syrische Regierung Fass- und Streubomben gegen die Bevölkerung eingesetzt hatte. Er konnte ebenfalls den Weg von Kriegsgerät und Waffen aus Kroatien in die Hände syrischer oppositioneller Kämpfer nachweisen, die mit Unterstützung Saudi-Arabiens und mit Wissen der USA dorthin gelangt waren.
Seine Recherchen im syrischen Bürgerkrieg galten als schneller als die professioneller Medien bei gleicher Qualität.

## Bellingcat
Im Juli 2014 gründete er die Internetplattform Bellingcat, die es auch anderen Internetaktivisten ermöglichen sollte, durch Crowdsourcing an Recherchen mitzuwirken. Im Jahre 2015 wies sie einen wahrscheinlich russischen Abschuss des Passagierflugzeuges MH-17 über der Ostukraine nach. Higgins wirkte an mehreren Berichten zum Syrienkrieg und dem Krieg in der Ostukraine unter anderem mit dem Atlantic Council mit.
Für die Recherchen erhielten er und Bellingcat 2015 den Sonderpreis des Hanns-Joachim-Friedrichs-Preises der ARD.

## Publikationen
- We Are Bellingcat. An Intelligence Agency for the People. Bloomsbury USA, 2021, ISBN 978-1-5266-1575-6.
- Digitale Jäger. Ein Insiderbericht aus dem Recherchenetzwerk Bellingcat. Quadriga, 2021, ISBN 978-3-86995-106-5.